# Lojaliści (rewolucja amerykańska)

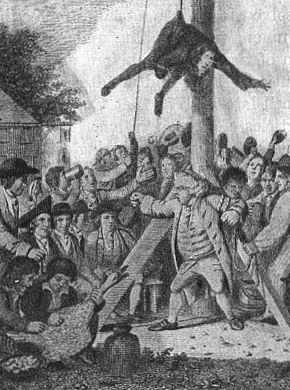
Lojalista powieszony przez rozwścieczony tłum

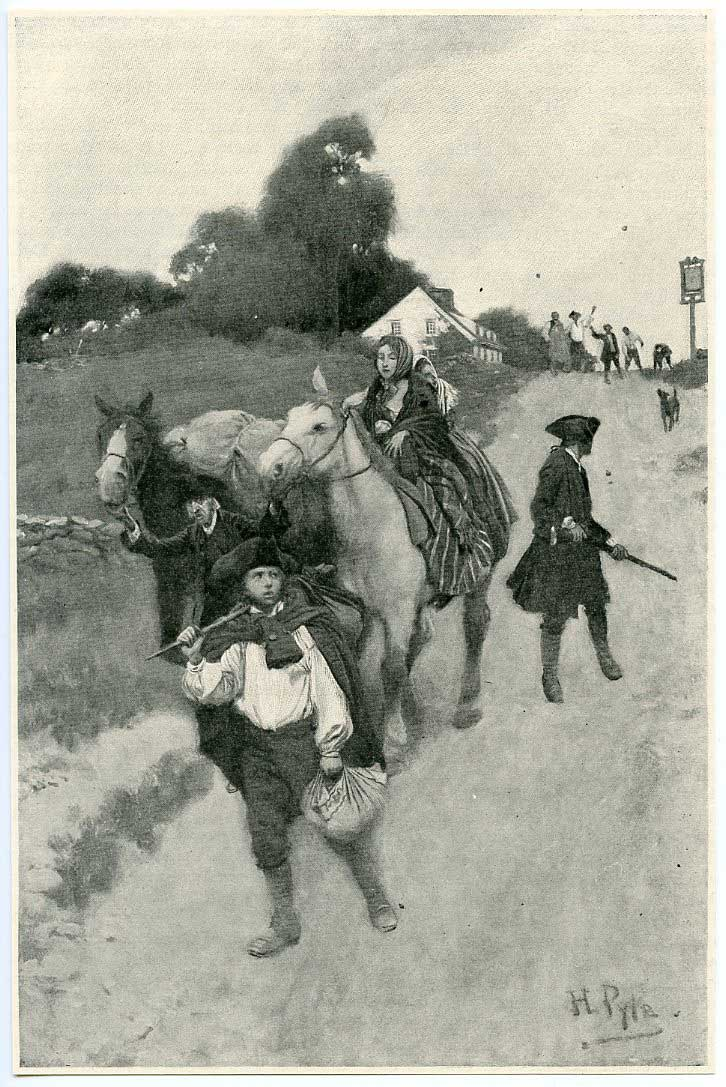
Toryscy uchodźcy w drodze do Kanady

Korona lojalistów wojskowych

Korona lojalistów cywilnych

Lojaliści, zwani także torysami, rojalistami oraz przyjaciółmi króla – obok patriotów jedna z dwóch dominujących opcji politycznych w okresie narastającego napięcia pomiędzy koloniami brytyjskimi w Ameryce Północnej a Wielką Brytanią w okresie poprzedzającym rewolucję amerykańską jak i w czasie wojny o niepodległość Stanów Zjednoczonych. Lojaliści stali na pozycjach utrzymania brytyjskiej kontroli nad koloniami. Jednym z najbardziej aktywnych lojalistów był William Franklin, były królewski gubernator New Jersey, syn Benjamina. Do lojalistów zaliczał się naukowiec Benjamin Thompson, znany z późniejszych badań nad przepływem ciepła. 
Wielu z lojalistów wzięło udział w walkach w czasie wojny po stronie brytyjskiej. Lojaliści najczęściej wywodzili się z bogatej, anglikańskiej, konserwatywnej warstwy społeczeństwa amerykańskiego, choć poważną grupę wśród nich stanowił pospolity element. Wielu z lojalistów było brytyjskimi urzędnikami kolonialnymi. Oddzielną grupę lojalistów stanowili tak zwani czarni lojaliści – niewolnicy murzyńscy z południa, którym przyrzekano nadanie wolności za udział w walkach po stronie brytyjskiej. Lojalistami w większości byli Indianie, choć zasadniczo nie zalicza się ich do tej grupy. Po wygranej wojnie i uzyskaniu niepodległości przez Stany Zjednoczone, większość lojalistów opuściło trzynaście stanów reemigrując do Wielkiej Brytanii bądź przenosząc się do nieobjętych przez rewolucję kolonii na północy. Ta ostatnia grupa licząca około 30 tysięcy osób osiedliła się w Górnej Kanadzie lub Nowym Brunszwiku tworząc podstawy anglosaskiej ludności Kanady. Sami siebie nazywali United Empire Loyalists.
Używa się także terminu "późni lojaliści" w stosunku do tych Amerykanów, którzy skuszeni hojnymi nadaniami ziemskimi w Górnej Kanadzie emigrowali tam ze Stanów Zjednoczonych.
Dane liczbowe są niepewne. W pewnych okresach wojny pod sztandarami brytyjskimi służyło do 40 tysięcy Amerykanów, z tym, że oddziałów regularnych było niewiele. Niektóre, jak Royal American Dragoons, wytrwały przy Anglikach do końca wojny. 60 Pułk Pieszy zwany „Królewskimi Amerykanami” (ang. Royal American) rekrutował się prawie wyłącznie z kolonistów. Całkowita liczba zwolenników korony określana jest obecnie na 16% populacji całkowitej i prawie 20% populacji białej to jest od 441 do 556 tysięcy. W ciągu ponad dwóch stuleci jakie upłynęły od konfliktu historycy cytowali opinię Johna Adamsa wedle której ludność kolonii dzieliła się z grubsza na trzy grupy – ⅓ torysów, ⅓ patriotów i ⅓ obojętnych. Opinia ta wszakże nie odnosiła się do podziałów związanych z amerykańską wojną o niepodległość, a wyrażała przemyślenia Amerykanów na temat rewolucji francuskiej.
W 1989 Robertt Watt, naczelny herold Kanady, przy okazji zjazdu United Empire Loyalists, organizacji zrzeszającej potomków lojalistów, przyznał im specjalne udostojnienie herbów. Potomkowie żołnierzy lojalistycznych jednostek mają prawo ubiegać się o umieszczenie nad hełmem i zawojem (czyli w zasadzie w klejnocie) korony wojskowej (ang. Loyalist military coronet), w postaci złotej obręczy ozdobionej takimi samymi 2 liśćmi klonu i 2 liśćmi dębu, przedzielonymi skrzyżowanymi mieczami (widoczne są jeden liść klonu, w środku, otoczony dwiema parami mieczy i dwoma liśćmi dębu na skrajach). Potomkom cywilnych lojalistów przysługuje korona cywilna (ang. Loyalist civil coronet) – ozdobiona przemiennie takimi samymi liśćmi (widoczne 3 liście klonu, jeden w centrum dwa na skrajach, pomiędzy nimi liście dębu). Takie oznaki herbowe stosowane są nie tylko w herbach rodowych, ale także terytorialnych, dla miast (między innymi Picton) czy hrabstw (Prince Edward County w Ontario), w których osiadło wielu lojalistycznych emigrantów. Korony lojalistów, nie będące w zasadzie heraldycznymi koronami rangowymi, a raczej honorowym udostojnieniem herbu, niezwiązanym z żadnym tytułem czy godnością bywają także umieszczane w samej tarczy herbowej.

## Niektórzy członkowie stronnictwa
- Benedict Arnold – wojskowy
- John Butler – dowódca Rangerów Butlera
- Myles Cooper – anglikański duchowny, rektor King’s College
- William Franklin – gubernator New Jersey, syn Benjamina Franklina